# Reality Fills Fantasy
Albums de Earth and Fire
Gate to Infinity
(1977) Andromeda Girl
(1981)
Reality Fills Fantasy, sorti en 1979, est le sixième album du groupe de rock progressif néerlandais Earth and Fire.

## Historique

### Contexte
Issu de la florissante scène rock des années 1960 à La Haye, Earth and Fire était déjà un groupe de prog rock bien connu aux Pays-Bas avant de connaître un succès international avec le morceau Weekend. 

### Enregistrement et production
L'album est enregistré en 1979 par l'ingénieur du son John Tilly aux Soundpush Studios à Blaricum aux Pays-Bas,. 
Le disque est produit par Gerrit-Jan Leenders et Earth and Fire,,.
Les arrangements pour cordes sont réalisés par le guitariste Chris Koerts et le batteur Ab Tamboer,.

### Publication et rééditions
L'album sort en disque vinyle LP en 1979 sur le label Vertigo Records aux Pays-Bas, en Allemagne, en Espagne, en Autriche et en Afrique du Sud, sur le label Mariann International en Suède, sur le label Carrere Records en France, sur le label Rossil au Portugal et sur le label Bluebird en Scandinavie.
La photographie de la couverture est l'œuvre du photographe amstellodamois Govert de Roos,,. Le design de la pochette est conçu par la société de design Cream, d'Amsterdam,,.
L'album est ensuite réédité en CD à partir de 1987 par les labels Polydor, Castle Communications et Red Bullet, et ressort en LP en 2010 sur le label Music On Vinyl,.

### Succès
L'évolution vers la pop des années 1970 avec leur nouveau producteur propulse l'album Reality Fills Fantasy en tête des classements d'albums. 
Le single Weekend reste classé 13 semaines dans les charts néerlandais en 1979 et y atteint la première position.
Il se classe également numéro 1 en Allemagne, en Belgique (Flandre) et en Suisse.
Le single et l'album deviennent disques de platine en 1979 et sont élus single et album de l'année par le public néerlandais.

## Liste des morceaux
Les morceaux sont composés par les membres du groupe (à l'exception du batteur Ab Tamboer), avec la collaboration du bassiste Hans Ziech, qui fut membre du groupe de 1968 à 1974 et resta actif comme compositeur pour le groupe jusque dans les années 1980,.
| 1.    | People Come, People Go        | Bert Ruiter, Chris Koerts, Gerard Koerts, Hans Ziech, Jerney Kaagman | 11:18 |
| 2.    | Fire of Love                  | Bert Ruiter, Jerney Kaagman                                          | 3:57  |
| 3.    | Weekend                       | Gerard Koerts                                                        | 3:40  |
| 4.    | Can't Live Without It Anymore | Chris Koerts, Hans Ziech                                             | 4:30  |
| 5.    | Where Were You                | Bert Ruiter, Jerney Kaagman                                          | 4:37  |
| 6.    | Season of the Falling Leaves  | Chris Koerts, Hans Ziech                                             | 3:30  |
| 7.    | Answer Me                     | Bert Ruiter, Chris Koerts                                            | 5:23  |
| 8.    | Reprise                       | Bert Ruiter, Chris Koerts, Gerard Koerts                             | 0:50  |
| 39:45 |                               |                                                                      |       |

## Musiciens
- Jerney Kaagman : chant
- Bert Ruiter : guitare basse
- Ab Tamboer : batterie
- Gerard Koerts : claviers
- Chris Koerts : guitare

## Musiciens additionnels
- musiciens du groupe Kayak[2],[3],[4] :
  - Ton Scherpenzeel : accordéon
  - Max Werner : choriste
  - Johan Slager : choriste
  - Edward Reekers : choriste
- autres musiciens additionnels[2],[3],[4] :
  - Raoul Mayora : congas
  - Fred Leeflang : saxophone
  - Benny Behr : cordes

## Classement hebdomadaire du singleWeekend
| Classement (1979)  | Meilleure position |
| ------------------ | ------------------ |
| Allemagne          | 1                  |
| Autriche           | 14                 |
| Belgique           | 1                  |
| Pays-Bas (Top 40), | 1                  |
| Suisse             | 1                  |